# Montagny-près-Yverdon
Montagny-près-Yverdon (toponimo francese) è un comune svizzero di 734 abitanti del Canton Vaud, nel distretto del Jura-Nord vaudois.

## Storia
Nel 1834 Montagny-près-Yverdon ha ceduto la località di Les Tuileries-de-Grandson al comune di Grandson.

## Monumenti e luoghi d'interesse

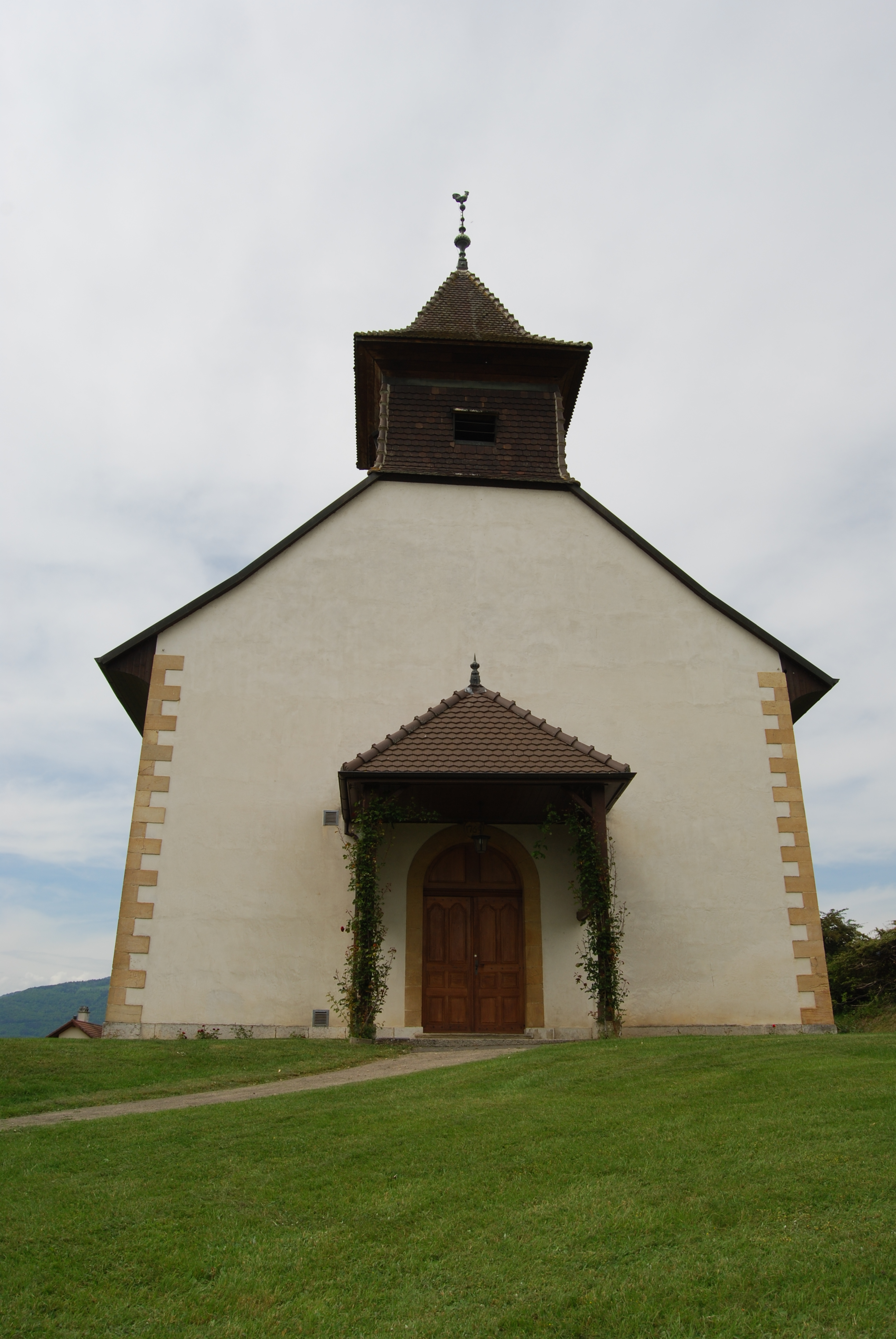
La chiesa di San Giuliano

- Chiesa riformata di San Giuliano, attestata dal 1416 e ricostruita nel 1769[3].

## Società

### Evoluzione demografica
L'evoluzione demografica è riportata nella seguente tabella:
Abitanti censiti

## Amministrazione
Ogni famiglia originaria del luogo fa parte del cosiddetto comune patriziale e ha la responsabilità della manutenzione di ogni bene ricadente all'interno dei confini del comune.